# Gonomyia tenella
Gonomyia tenella är en tvåvingeart som först beskrevs av Johann Wilhelm Meigen 1818.  Gonomyia tenella ingår i släktet Gonomyia och familjen småharkrankar. Arten är reproducerande i Sverige. Inga underarter finns listade i Catalogue of Life.